# Nordkoreanische Fußballnationalmannschaft (U-17-Juniorinnen)
Die Nordkoreanische Fußballnationalmannschaft der U-17-Juniorinnen vertritt Nordkorea bei internationalen Jugendfußballwettbewerben für Frauen. Sie hat dreimal die Endrunde der Weltmeisterschaft erreicht und bei den Ausgaben 2008, 2016 und 2024 den Titel gewonnen. Außerdem wurde die Mannschaft viermal Asienmeister (2007, 2015, 2017 und 2024).

## Turnierbilanz

### Weltmeisterschaften
| Jahr   | Gastgeber               | Platzierung        |
| ------ | ----------------------- | ------------------ |
| 2008   | Neuseeland              | Weltmeister        |
| 2010   | Trinidad und Tobago     | 4. Platz           |
| 2012   | Aserbaidschan           | Vize-Weltmeister   |
| 2014   | Costa Rica              | Grupphenphase      |
| 2016   | Jordanien               | Weltmeister        |
| 2018   | Uruguay                 | Viertelfinale      |
| 2021 1 | Indien 1                | – 1                |
| 2022   | Indien                  | nicht teilgenommen |
| 2024   | Dominikanische Republik | Weltmeister        |